# Haplochthonius sanctaeluciae
Haplochthonius sanctaeluciae is een mijtensoort uit de familie van de Haplochthoniidae. De wetenschappelijke naam van de soort is voor het eerst geldig gepubliceerd in 1973 door Bernini.